# The Matthew Shepard Story
The Matthew Shepard Story (bra: A História de Matthew Shepard) é um telefilme de 2002, dirigido por Roger Spottiswoode, baseado na história real de Matthew Shepard, um jovem gay de 21 anos que foi assassinado em 1998. O cenário do filme foi escrito por John Wierick e Jacob Krueger, estrelou Shane Meier como Matthew e Stockard Channing como Judy Shepard e Sam Waterston como Dennis Shepard.
Os produtores foram Alliance Atlantis Communications, com assistência/participação da CTV e Cosmic Entertainment, com apoio do Cdn. Film or Video Production Tax Credit (CPTC). O filme estreou na NBC em 16 de março de 2002, mesmo dia em que a HBO exibiu outro filme de Shepard intitulado The Laramie Project. The Matthew Shepard Story também foi exibida na CTV, com versões em idiomas exibidas em muitos países.

## Enredo
Em 1998, um jovem gay chamado Matthew Shepard (Shane Meier) foi assaltado, espancado violentamente e deixado amarrado a uma cerca para morrer. Embora seja encontrado pela polícia, resgatado e hospitalizado, ele morre devido aos ferimentos. Este filme narra os acontecimentos após a condenação dos dois homens responsáveis por este assassinato motivado pelo ódio.
Os pais de Matthew, embora satisfeitos com a condenação, estão achando a fase de sentença do julgamento mais difícil. Os pais inicialmente querem pedir a pena de morte para os assassinos do filho, mas a mãe, Judy Shepard (Stockard Channing), começa a reconsiderar. Enquanto lutam com a sua decisão, decidem reexaminar a vida do filho e redescobrir a sua personalidade, a sua luta para aceitar a sua homossexualidade como uma parte natural do seu ser e, acima de tudo, a sua humanidade generosa para com os outros. Tudo isto leva os pais a recorrerem ao tribunal da forma como o seu filho teria desejado, não por vingança, mas para representar o melhor do que o seu filho era e a tragédia da sua perda.

## Elenco
- Shane Meier como Matthew Shepard
- Stockard Channing como Judy Shepard
- Sam Waterston como Dennis Shepard
- Wendy Crewson como Sarah
- Kristen Thomson como Romaine Patterson
- Joseph Ziegler como Cal
- Yani Gellman como Pablo
- Damien Atkins como Donny
- Philip Eddolls como Aaron McKinney
- Paul Robbins como Russel Henderson
- Judah Katz como advogado de defesa
- Drew Nelson como Lance
- Nazneen Contractor como Shima
- Makyla Smith como Casey
- Lindsay Murrell como acompanhante de Matthew
- James Bearden como manifestante
- B.J. McLellan como Logan Shepard (17 anos)
- David Broadhurst como Logan Shepard (12 anos)
- Shawna Lori Burnett como oficial feminina
- John Henry Canavan como pintor
- Bruce Beaton como caubói
- Brian Frank como vizinho
- Sadie LeBlanc como namorada
- Jim Codrington como gerente de loja de alimentos naturais
- Dorothy Gordon como mulher idosa
- Susan Chuang como âncora feminina de notícias
- Richard Blackburn como juiz
- Ray Kahnert como o ministro
- Patricia Carroll Brown como enlutada furiosa
- Dinah Watts como secretária de Cal
- Eduardo Gómez como Gomez
- Scott McLaren como traficante de drogas
- Derek Gilroy como Mike
- Scott Wickware como o barman

## Prêmios e indicações
O filme ganhou vários prêmios e indicações para outros:
Prêmios
- "Melhor Performance de um Ator em Papel Principal" para Shane Meier como Matthew Shepard no Los Angeles Outfest de 2003
- Emmy Award em 2002 de "Melhor Atriz Coadjuvante em Minissérie ou Filme" para Stockard Channing por seu papel como Judy Shepard
- Melhor Atuação de uma Atriz em um telefilme ou minissérie no Screen Actors Guild Awards de 2003 para Stockard Channing.
- Sam Waterston ganhou o Gemini Award de "Melhor Performance de um Ator em Papel Coadjuvante em um Programa Dramático ou Minissérie".
- Os escritores John Wierick e Jacob Krueger ganharam o Prêmio Honorário Paul Selvin concedido pelo Writers Guild of America

Nomeações
- Melhor filme para televisão no GLAAD Media Awards de 2003
- "Melhor Roteiro em Programa Dramático ou Minissérie" para os escritores Jacob Krueger e John Wierick no Gemini Awards de 2003
- "Melhor Performance de Atriz em Minissérie ou Filme Feito para Televisão" para Stockard Channing no Satellite Awards de 2003

## Trilha sonora
O filme também contém álbum de trilha sonora com o seguinte:
- "Matthew Songs" - escrita, interpretada e produzida por Jim Huff
- "El Burkan" - escrita por Hossam Ramzy
- "I Keep Holdin' On" - escrita por T. Leonard e A. Lerman, interpretada por Fathead
- "Lonesome World" - escrita e interpretada por Paul Kass
- "Good Vibration" - escrita por Mladen Borosak e Tom Barlow, interpretada por Twigg
- "Naked in the Water" - escrita e interpretada por Michaela Foster Marsh
- "Shine" - escrita por Rob Garnder, Kadru Gardner e Mike Thibeau, interpretada por Electrostatic
- "I Want You to Fall" - escrita e interpretada por Monica Schroeder
- "Get You Some" - escrita por Robert J. Walsh, Ron Chick, Dennis Winslow
- "Edge of a Dream" - escrita por Billy Livesay e David Graham, interpretada por Billy Livesay
- "Who'll Hold On" - escrita e interpretada por Adam Daniel
- "American Triangle" - escrita por Elton John e Bernie Taupin, interpretada por Elton John
- "What Matters" - escrita e interpretada por Randi Driscoll